# Drake-Brockman
Drake-Brockman je lahko:
- Edmund Alfred Drake-Brockman, general
- Geoffrey Drake-Brockman, general
- Geoffrey Drake-Brockman, umetnik
- Henrietta Frances York Drake-Brockman, pisateljica